# Rhinella rubescens
Rhinella rubescens es una especie de anfibios de la familia Bufonidae.
Es endémica del centro de Brasil.
Su hábitat natural incluye sabanas húmedas, zonas de arbustos, subtropical or tropical high-altitude shrubland, ríos, marismas de agua dulce, zonas de pastos, jardines rurales, áreas urbanas y estanques.